# Night Club (film, 1989)
Pour les articles homonymes, voir Night Club.
Pour plus de détails, voir Fiche technique et Distribution.
Night Club est un film italien réalisé par Sergio Corbucci, sorti en 1989.

## Fiche technique
- Titre : Night Club
- Réalisation : Sergio Corbucci
- Scénario : Sergio Corbucci, Giovanni Fago, Massimo Franciosa, Lucio Fulci et Luciano Martino
- Photographie : Sergio D'Offizi
- Musique : Giorgio Chierchiè et Guido Pistocchi
- Production : Claudio Bonivento
- Pays d'origine : Italie
- Date de sortie : 1989

## Distribution
- Christian De Sica : Walter Danesi
- Mara Venier : Luciana
- Massimo Wertmüller : Ragionier Piero Grassi
- Sergio Vastano : Commendator Consalvo Balestrelli
- Sabina Guzzanti : Xandra
- Roberto Ciufoli : Ragionier Ottavio Volantini
- Sabrina Ferilli : Erina
- Diane Bodart : Rita Gratton
- Claudia Gerini : Cristina
- Silvana Bosi :